# Alwin Ruffini
Oskar Moritz Alwin Ruffini [auch Ruffeni] (* 5. August 1851 in Kamenz; † 2. August 1906 in Bremen) war ein deutscher Opernsänger (Bass).

## Leben
Ruffini war Sohn des Kürschners Moritz Ruffini in Kamenz.
Er besuchte vier Jahre lang das Lehrerseminar in Bautzen, wo er Unterricht in Musiktheorie, Klavier-, Orgel- und Violinspiel erhielt. Danach war er Lehrer an verschiedenen Schulen in Kamenz.
Ab dem 12. Februar 1875 studierte Ruffini am Konservatorium und parallel an der Universität in Leipzig. Neben Fächern wie Musiktheorie (Richter, Jadassohn), Klavier (Jadassohn) und Ensemblespiel (Schradieck), studierte er vornehmlich Gesang, u. a. bei Adolf Schimon und Carl Reinecke. Das Konservatorium verließ er im September 1876.
Es folgten erste Auftritte in Königsberg, Freiburg im Breisgau und in Stettin in den Jahren 1876 bis 1879. Seit 1882 gehörte er zum Ensemble des königlichen Theaters in Bremen, wo er vor allem die Bassstimmen übernahm.